# Rhynchosia potosina
Rhynchosia potosina är en ärtväxtart som beskrevs av Townshend Stith Brandegee. Rhynchosia potosina ingår i släktet Rhynchosia och familjen ärtväxter. Inga underarter finns listade i Catalogue of Life.